# Samuel Schwarz (schaatser)
Samuel Schwarz (22 augustus 1983) is een Duits langebaanschaatser. Hij is gespecialiseerd in de korte en middellange afstanden.
Tot 2001 combineerde hij zowel het skeeleren als het langebaanschaatsen. Na die tijd specialiseerde hij zich alleen nog maar op de ijsbaan. Zijn eerste grote internationale toernooi was de WK voor junioren waar hij zonder opzienbare resultaten aan deel nam. Hij debuteerde in de Worldcup in november 2003. Bij de Worldcup in Heerenveen in 2006 bereikte voor de eerste maal de top tien. In 2007 won hij bij de Duitse afstandkampioenschappen de 1000 en 1500m, daarnaast werd hij ook Duits kampioen sprint.
Op 12 december 2010 won Schwarz in Obihiro zijn eerste wereldbekerwedstrijd. Op de tweede 1000 meter liet hij in 1.09,98 Shani Davis en Jan Bos achter zich. Op 16 december 2012 won hij zijn tweede 1000 meter-wereldbekerwedstrijd in Harbin met Davis en Hein Otterspeer achter zich. Op 6 december 2014 zorgde hij met Nico Ihle voor een eins-zwei op de 1000 meter in Berlijn; een unieke prestatie bij de mannen in de WC historie.

## Persoonlijk records
| Afstand    | Tijd    | Datum            | Baan    |
| ---------- | ------- | ---------------- | ------- |
| 500 meter  | 34,71   | 8 november 2013  | Calgary |
| 1000 meter | 1.07,85 | 20 januari 2013  | Calgary |
| 1500 meter | 1.45,04 | 16 november 2007 | Calgary |
| 3000 meter | 3.59,51 | 31 juli 2010     | Erfurt  |
| 5000 meter | 7.02,92 | 2 februari 2002  | Erfurt  |

## Resultaten
| Jaar | WK Sprint | WK Afstanden        | Olympische Spelen            | Wereldbeker         | WK Junioren          |
| ---- | --------- | ------------------- | ---------------------------- | ------------------- | -------------------- |
| 2003 |           |                     |                              |                     | 12e 5e achtervolging |
| 2004 |           |                     |                              |                     |                      |
| 2005 |           |                     |                              |                     |                      |
| 2006 |           |                     |                              | 59e 500m 52e 1000m  |                      |
| 2007 | 17e       | 17e 1000m 14e 1500m |                              | 20e 1000m 19e 1500m |                      |
| 2008 | 14e       | 20e 1000m 10e 1500m |                              | 14e 1000m 20e 1500m |                      |
| 2009 | 23e       | 18e 1000m           |                              | 17e 1000m 25e 1500m |                      |
| 2010 | 16e       |                     | 23e 500m 16e 1000m 32e 1500m | 14e 1000m 37e 1500m |                      |
| 2011 | NC30      | 9e 1000m            |                              | 32e 500m 7e 1000m   |                      |
| 2012 | 19e       | 8e 1000m            |                              | 47e 500m 7e 1000m   |                      |
| 2013 | 11e       | 6e 1000m            |                              | 31e 500m 4e 1000m   |                      |
| 2014 |           |                     | 34e 500m 5e 1000m            | 42e 500m 21e 1000m  |                      |
| 2015 | 9e        | 21e 500m 9e 1000m   |                              | 35e 500m 6e 1000m   |                      |